# Ihp5, lda.
IHP5 (sigla que originalmente remete a Ihtchikah & HP5), é uma empresa angolana fundada em 2009, especializada no fornecimento de equipamentos de proteção individual (EPIs), uniformes de trabalho, materiais de limpeza e serviços de publicidade e marketing. A empresa também atua na produção gráfica, criação de identidade visual e gestão de conteúdo para redes sociais. Além disso, oferece serviços de produção e edição de vídeos institucionais.

## História
A IHP5 foi criada por José Manuel dos Santos, conhecido pelo pseudônimo Ihtchikah, e Joana Lourdes Pinto Carvalho dos Santos, que também integra o quadro de sócios da empresa. A empresa iniciou suas atividades com foco no fornecimento de EPIs e expandiu ao longo dos anos para oferecer serviços relacionados à publicidade, marketing e comunicação visual.

## Links Externos
Ihp5, lda. no Instagram
Website oficial